# Casino Bangu
O Casino Bangu é um clube recreativo localizado em Bangu no município do Rio de Janeiro. É considerado um dos pontos históricos do bairro de Bangu.

## Primeiro Relato
O Jornal Gazeta de Notícias escreveu a seguinte matéria sobre a criação do Casino Bangu em 1907:
"O dia 1º de maio, consagrado à festa do trabalho, não podia ter mais brilhante comemoração do que aquela que fizeram os operários da Fábrica de Tecidos de Bangu. Por lá o dia foi todo de uma festividade encantadora. A Fábrica não trabalhou.
As flores, as formosíssimas flores do formoso jardim que enfeita aquela colmeia, tinham um perfume mais suave. As montanhas que ondulam longe, por trás do grande edifício da Fábrica, eram de um azul mais intenso. O sol tinha mais brilho, e a alegria pairava por todo aquele recanto, onde impera o trabalho, onde a atividade tem o seu altar.
Começava a escurecer quando os Srs. Comendadores Costa Pereira e João Ferrer chegaram ao vasto edifício do Casino, que ia ser inaugurado. O Casino é o teatro de Bangu. Construído pelos próprios operários da Fábrica, ele representa o maior esforço que se pode imaginar daquela gente ativa e boa. O Casino é positivamente um excelente teatro, que obedece rigorosamente as construções modernas, cheio de conforto e de luz. O seu velarium de veludo negro-rubro esconde um palco chique em que se ostentam cenários do inteligente e hábil artista Dumiense. Toda a decoração foi inteligente e lindamente feita pelo Sr. José Villas Boas, gravador da Fábrica de tecidos.
Foi aí, nesse belíssimo teatro, que se celebrou a solenidade de inauguração. O Professor Jacintho Alcides pronunciou um discurso alusivo ao ato, mostrando com aquele exemplo vivo o quanto podem a união e a amizade que reinam entre os operários.
Para inaugurar o teatro foi representada às 9 horas da noite, a comédia Manuel Mendes, cujos papéis foram desempenhados pelos inteligentes amadores José Villas Boas, José Luiz, Jorge Dias, Sabino Daniel, José de Souza, Joseph Pellegrine, Leonor Bastos e Cecília Vidal. Depois tiveram lugar as danças. As bandas da Fábrica e dos Bombeiros tocavam sem cessar e no vasto salão do Casino era enorme a concorrência. Correu o baile no maior entusiasmo e as danças se prolongaram até alta madrugada.
E foi assim, com essa encantadora festa, que os operários da Fábrica de Tecidos de Bangu comemoraram a festa do trabalho."

## História
No final do século XIX, com o processo de industrialização do Brasil, foi instalada na região de Bangu, a Companhia Progresso Industrial do Brasil, conhecida como Fábrica de Tecidos Bangu, graças a grande disposição de mananciais locais que eram indispensáveis para o funcionamento da mesma. Fato que carregaria boa parte da característica e do desenvolvimento econômico da região de Bangu e bairros adjacentes.
Em 24 de Janeiro de 1892 é fundada, por iniciativa dos Operários da Fábrica Bangu a Sociedade Musical Progresso de Bangu.
Quando operários ingleses, mais ligados nos esportes que na música, fundavam o Bangu Athletic Club em 17 de Abril de 1904, os operários Brasileiros da Sociedade Musical Progresso de Bangu buscavam destacar-se na música e conforme o número de operários ia aumentando, os integrantes do grupo também aumentavam em números, e, surge a necessidade de um novo local para os encontros musicais e para as apresentações dos operários que até então eram feitos num galpão na rua Fonseca, sua primeira sede. E em 1905, com o perigo de ruir o galpão na rua Fonseca a Fábrica começou a construir uma nova sede.
Eis que em 1° de maio de 1907, foi inaugurada a sede da Sociedade Musical Progresso de Bangu construída pela Fábrica Bangu, na Rua Estevão, 127 (depois Rua Ferrer e hoje Av Cônego de Vasconcelos). A Sociedade Musical passa a chamar-se Casino Bangú.
Em 1908, o Casino Bangu, já então ponto de lazer dos operários da fábrica adquire um cinematógrafo Pathé e faz exibições de cinema para os seus associados. O clube torna-se ponto de referência de lazer dos trabalhadores da fábrica, recebendo em 1926, convidados para um banquete o então Presidente da República Washington Luis e o Deputado Júlio Prestes.
Em 1929, o prédio que servia de sede ao Casino Bangu foi retomado pela Fábrica. O Casino mudou-se para a Rua Fonseca, no mesmo local aonde se encontra hoje a sua moderna sede que na década de 60, dividia com o Bangu Athletic Club, o título de um dos melhores clubes da Zona Oeste do Rio de Janeiro.
Na década de 80, o clube reassumiu um lugar de destaque com bailes de música eletrônica, lembrados com louvor até hoje pelos seus frequentadores. Hoje o Clube passa por uma baixa temporada graças à incidentes na proximidades e no interior dos mesmos, ainda assim sendo considerado um dos melhores e mais famosos pontos de lazer da região da Zona Oeste do Rio de Janeiro.

## Atividades
- De segunda a quinta-feira e aos sábados pela manhã, o clube oferece espaço para a prática de Tênis de Mesa a preço popular
- Nos finais de semana, é de costume haver eventos no clube, que vão de chopadas, Festas e Bailes Funk a Grandes shows com renomados artistas da música nacional

## Curiosidades
- O homem que deu o nome de Casino Bangu ao clube foi  um espanhol chamado João Ferrer, que tornou-se o primeiro presidente do Clube
- Em setembro de 2006, oito pessoas forma baleadas em frente ao clube, em uma apresentação da Furacão 2000. Até hoje não se sabe o motivo da ação criminosa, ainda que a possibilidade levantada por policiais seja a de uma ação comandada pelos traficantes da Favela Vila Vintém, em Padre Miguel.[1][2]
- O nome do Casino Bangu é Casino Bangu Sociedade Cultural Recreativa e Esportiva
- Em Fevereiro de 2009 foi encontrado nas dependências do clube uma ligação clandestina de água[3]
- O cantor Wander Versuri criou uma música em homenagem ao clube chamada "Rap do Casino Bangu"
- Na música "1967" de Marcelo D2, ele menciona o Casino Bangu, se referindo como parte de sua vida.